# Grand Prix automobile du Canada 2012
GP précédent GP suivant
Le Grand Prix automobile du Canada 2012 (Formula 1 Grand Prix du Canada 2012), disputé le 10 juin 2012 sur le circuit Gilles-Villeneuve, est la 865e épreuve du championnat du monde de Formule 1 courue depuis 1950. Il s'agit de la quarante-deuxième édition du Grand Prix du Canada comptant pour le championnat du monde de Formule 1, la trente-troisième disputée à Montréal, et de la septième manche du championnat 2012.
Sebastian Vettel, Lewis Hamilton et Fernando Alonso, partis aux trois premières places, ne sortent pas du trio de tête pendant plus de soixante tours. Le Britannique, leader à vingt tours de l'arrivée, adopte une stratégie différente de ses rivaux en choisissant d'effectuer un deuxième arrêt au stand. Dans les dix dernières boucles, il profite de la fraîcheur de ses pneumatiques pour dépasser en piste ses concurrents et remporter la victoire. Vettel, dont les pneus sont détruits, est contraint de rentrer au stand à quelques encablures de l'arrivée alors qu'Alonso, également en difficulté, chute de quatre places en autant de tours. Sur le podium, Hamilton — septième vainqueur différent en sept courses, ce qui constitue un record dans l'histoire du championnat du monde — devance Romain Grosjean et Sergio Pérez qui décrochent tous deux leur deuxième podium de la saison. À la faveur de sa victoire, Hamilton s'empare de la tête du championnat du monde des pilotes avec 88 points, juste devant Alonso et Vettel (respectivement 86 et 85 points). À l'issue de la course, dix-huit des vingt-quatre pilotes en lice au championnat ont marqué au moins un point.
Chez les constructeurs, Red Bull Racing conserve sa place en tête du championnat avec 164 points, même si McLaren (133 points) et Lotus (108 points) se rapprochent. À la fin du Grand Prix, neuf des douze écuries engagées au championnat ont marqué des points, Caterham, Marussia et HRT n'en ayant pas encore inscrit.

## Contexte avant le Grand Prix

### Manifestations au Québec

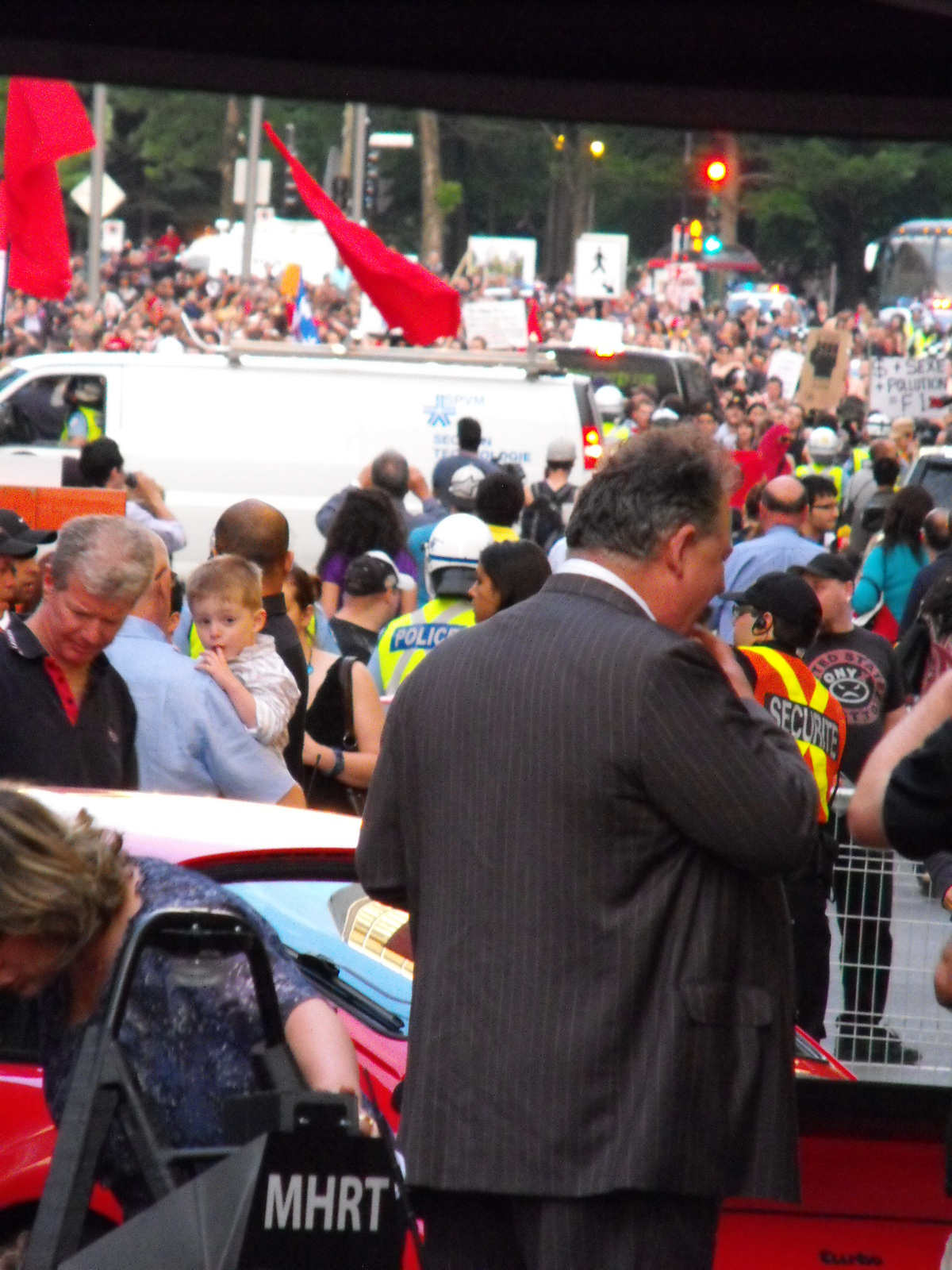
Le Grand Prix du Canada se déroule dans une ambiance tendue du fait des manifestations liées au mouvement étudiant.

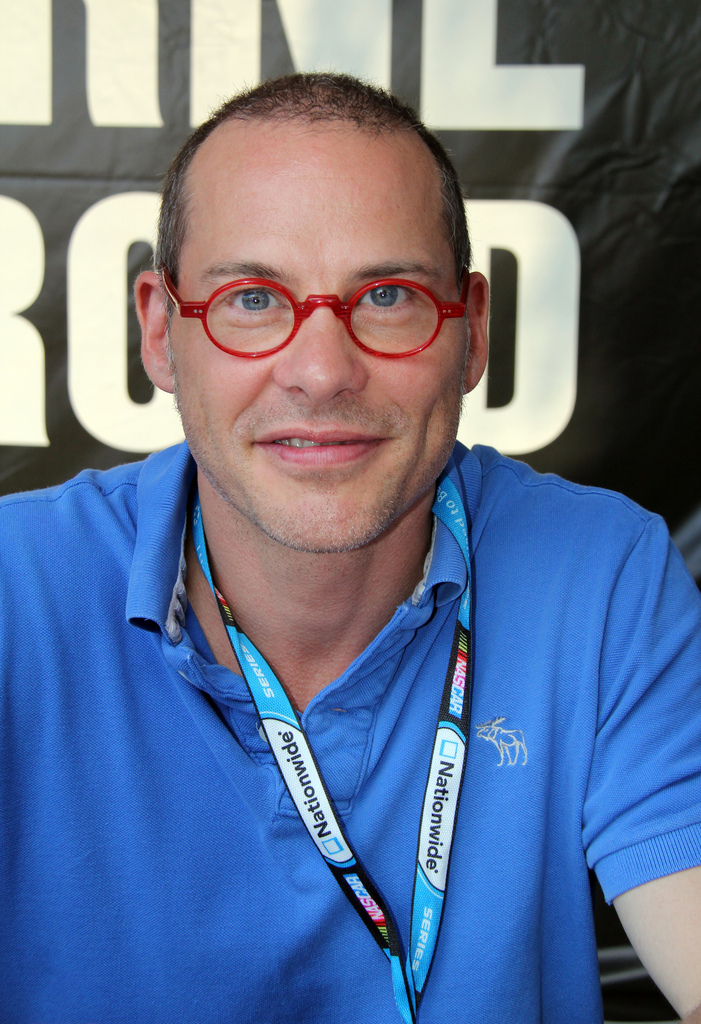
L'ancien champion du monde de Formule 1 québécois Jacques Villeneuve se montre particulièrement hostile au mouvement étudiant et à ses répercussions sur l'organisation du Grand Prix.

Une grève étudiante est déclenchée au Québec le 13 février 2012 et le conflit s'étend à une plus grande partie de la population après l'adoption le 18 mai de la loi 78 limitant la liberté d'association des Québécois. En mai, la couverture médiatique internationale concernant les événements secouant la province s'amplifie et des inquiétudes sont exprimées par les industries touristiques et événementielles quant à une possible baisse d'affluence pour le Grand Prix du Canada. Lors des manifestations quotidiennes, des avertissements sont lancés, prévenant le gouvernement de possibles troubles lors de la tenue de l'épreuve de course automobile.
Le collectif Anonymous lance l'Opération Québec et menace de s'en prendre au Grand Prix du Canada de la même façon qu'il s'en était pris plus tôt dans l'année au Grand Prix de Bahreïn. Anonymous affirme avoir accédé au site web officiel de la Formule 1 pour s'emparer de données confidentielles,. Le 30 mai sont mises en ligne les informations personnelles de personnes ayant acheté en ligne des billets pour le Grand Prix.
Le 3 juin 2012, François Dumontier, responsable de l'organisation du Grand Prix du Canada, annonce l'annulation de la « journée portes ouvertes » prévue le jeudi 7 juin au matin. Après examen des menaces de perturbation, les organisateurs ont conclu qu'il valait mieux restreindre les accès au circuit Gilles-Villeneuve. François Dumontier déclare : « Nous sommes profondément attristés de devoir annuler notre journée portes ouvertes et nous en excusons sincèrement auprès des amateurs de Formule 1, dont une bonne part de nos spectateurs qui apprécient ce rendez-vous annuel avec les équipes du championnat du monde. Cette décision, nous ne l'avons pas prise de gaîté de cœur, considérant que cette activité est partie intégrante du charme et de la tradition de grande convivialité de notre événement. Cependant, notre premier devoir est d'assurer le confort et la sécurité des spectateurs, ce que nous serons en mesure de faire dès vendredi matin et tout au long du week-end. Or, compte tenu des annonces de perturbation récemment formulées, l'admission gratuite et le caractère plus ouvert de la journée portes ouvertes présentaient certains risques que nous ne pouvions prendre,,. »
Dans la soirée du 7 juin, le traditionnel gala d'ouverture du Grand Prix organisé par Bernie Ecclestone et les promoteurs de la course est perturbé par de nombreux manifestants. La police procède à une vingtaine d'arrestations et les journalistes présents sont sommés de s'éloigner sous peine de risquer une arrestation,.
Plus tard dans la soirée, Jacques Villeneuve, ancien champion du monde de Formule 1 québécois invité au gala, s'insurge contre le mouvement de protestation qui dure depuis des mois et qui promet d'interférer avec le Grand Prix du Canada. Dans un entretien avec des journalistes, il tient des propos virulents en disant aux manifestants « de retourner à l'école » et « qu'ils arrêtent de faire les fainéants. » Villeneuve poursuit en affirmant que l'action des étudiants « risque de faire peur aux touristes et aux contribuables québécois, qui remballeront leurs pénates et iront investir ailleurs où le climat social est plus détendu. » Il compare également les étudiants aux émeutiers de Londres en 2011 et ajoute « qu'ils étaient des rebelles sans cause à défendre. »
Le lendemain, Jacques Villeneuve maintient son point de vue et, loin de vouloir calmer la polémique, poursuit en déclarant que si les étudiants bloquent le métro qui se rend à l'île Notre-Dame, « ce sera un acte terroriste,. » Il déplore également que les gens qui soutiennent la cause du conflit étudiant lui adressent des messages haineux alors qu'ils revendiquent eux-mêmes le droit de s'exprimer librement,.
Le 10 juin, jour de la course, les manifestations étudiantes pacifiques se poursuivent dans le centre de Montréal afin de dénoncer la hausse des frais de scolarité et le capitalisme représenté par la Formule 1. Une douzaine de personnes suspectées de vouloir perturber le Grand Prix, en tentant de faire transiter par la ligne de métro des objets pyrotechniques pour perturber la course, sont arrêtées par les forces de l'ordre. Les autorités indiquent qu'elles mobilisent toutes les forces nécessaires pour protéger la course et la ligne de métro qui mène au circuit Gilles-Villeneuve. Le service de police de la ville de Montréal se déclare à l'affût « des menaces potentielles qui circulent sur les réseaux sociaux en marge des activités entourant le Grand Prix du Canada. »

## Essais libres

### Première séance, le vendredi de 10 h à 11 h 30

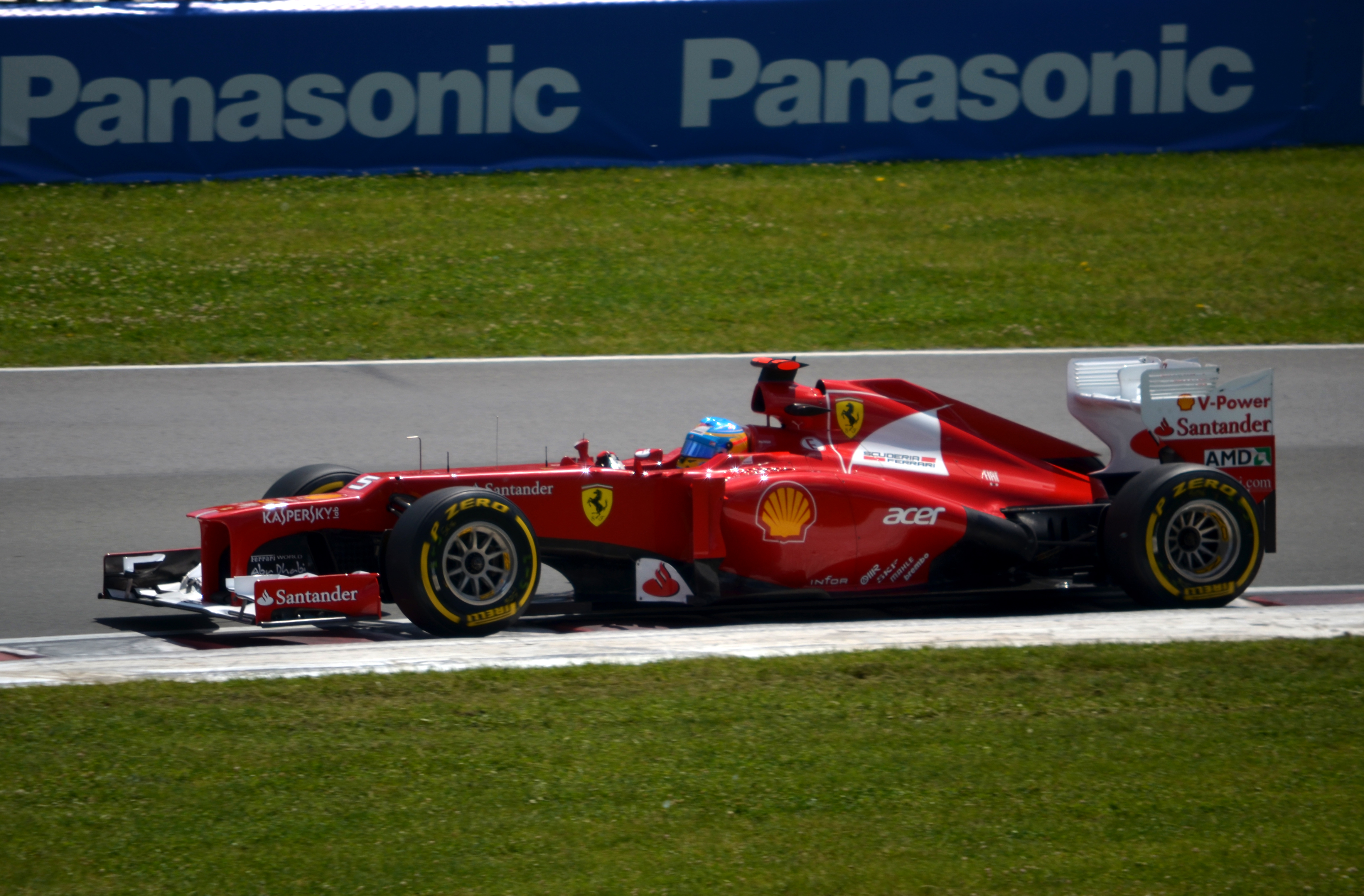
Fernando Alonso au Grand Prix du Canada.

| Pos. | Pilote           | Voiture              | Chrono         | Écart     |
| ---- | ---------------- | -------------------- | -------------- | --------- |
| 1    | Lewis Hamilton   | McLaren-Mercedes     | 1 min 15 s 564 |           |
| 2    | Sebastian Vettel | Red Bull-Renault     | 1 min 15 s 682 | + 0 s 118 |
| 3    | Nico Rosberg     | Mercedes             | 1 min 15 s 782 | + 0 s 218 |
| 4    | Fernando Alonso  | Ferrari              | 1 min 15 s 842 | + 0 s 278 |
| 5    | Mark Webber      | Red Bull-Renault     | 1 min 15 s 879 | + 0 s 333 |
| 6    | Nico Hülkenberg  | Force India-Mercedes | 1 min 15 s 986 | + 0 s 422 |

La température de l'air est de 22 °C et la piste est à 22 °C au départ de la première séance d'essais libres du Grand Prix du Canada, septième manche du championnat. Comme lors du Grand Prix précédent, à Monaco, aucun pilote de réserve n'est en piste car le circuit est assez délicat du fait de la présence de poussière et d'un tracé exigeant : les pilotes titulaires ont besoin d'un maximum de temps en piste pour prendre leurs repères. Après un tour d'installation, tous les pilotes s'élancent immédiatement car le ciel est menaçant. Kimi Räikkönen établit le premier tour chronométré en 1 min 20 s 347, temps amélioré dans la foulée par son coéquipier Romain Grosjean en 1 min 20 s 295,,,.
Räikkönen reprend la tête en 1 min 18 s 703 mais Grosjean améliore à nouveau, à deux reprises (1 min 17 s 988 puis 1 min 17 s 386). Si Räikkönen repasse en tête avec un tour bouclé en 1 min 17 s 188, il doit céder sa place à Nico Rosberg (1 min 16 s 837), lui-même battu par Lewis Hamilton (1 min 16 s 080),,,.
Alors qu'il reste encore quarante minutes d'essais, Heikki Kovalainen sort de la piste dans le virage no 8 et s'écrase dans le mur. Le pilote n'est pas blessé mais la séance est interrompue par un drapeau rouge. Il reste vingt-huit minutes d'essais lorsque la piste est rouverte aux monoplaces et certains pilotes choisissent de reprendre la séance chaussés de pneus tendres. Nico Rosberg, resté en pneus durs, prend la tête en 1 min 15 s 782 et Hamilton parvient à améliorer cette performance en tournant en 1 min 15 s 564,,,.
Durant cette séance, Bruno Senna a connu un problème de SREC tandis que Jenson Button a été victime d'une fuite d'huile au niveau de sa boîte de vitesses. Un incident entre Bruno Senna et Sebastian Vettel est examiné par les commissaires de course à l'issue de la séance d'essais : dans le virage no 14, Vettel a dépassé Senna au freinage de la dernière chicane avant de fermer la porte et toucher son aileron avant,,,. Finalement, le pilote Red Bull écope d'un simple avertissement de la part des commissaires.
Durant cette séance d'essais libres, un renard a traversé la piste à la sortie du virage no 4 pour disparaître derrière un mur. Un peu plus tard, un écureuil a traversé devant Kimi Räikkönen au niveau des virages no 8 et no 9. Enfin, une marmotte s'est également montrée au bord de la piste où elle est restée un petit moment. En 2007, Anthony Davidson avait heurté une marmotte lors des essais,.

### Deuxième séance, le vendredi de 14 h à 15 h 30
| Pos. | Pilote           | Voiture              | Chrono         | Écart     |
| ---- | ---------------- | -------------------- | -------------- | --------- |
| 1    | Lewis Hamilton   | McLaren-Mercedes     | 1 min 15 s 259 |           |
| 2    | Fernando Alonso  | Ferrari              | 1 min 15 s 313 | + 0 s 054 |
| 3    | Felipe Massa     | Ferrari              | 1 min 15 s 410 | + 0 s 151 |
| 4    | Sebastian Vettel | Red Bull-Renault     | 1 min 15 s 531 | + 0 s 272 |
| 5    | Paul di Resta    | Force India-Mercedes | 1 min 15 s 544 | + 0 s 285 |
| 6    | Kamui Kobayashi  | Sauber-Ferrari       | 1 min 15 s 651 | + 0 s 392 |

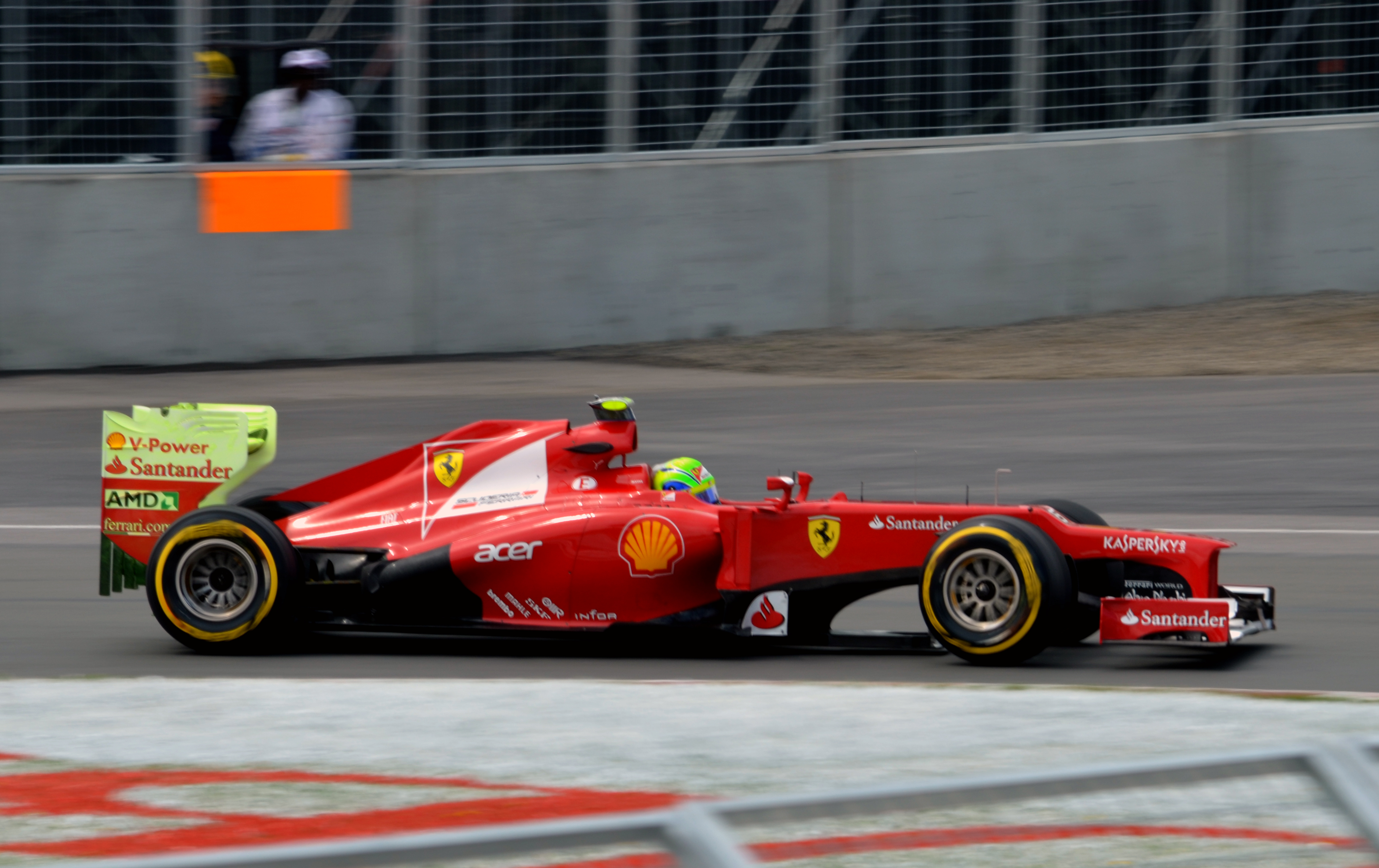
Felipe Massa en essais aérodynamiques lors de la deuxième session des essais libres.

La température ambiante est de 22 °C et la piste est à 25 °C au départ de la deuxième séance d'essais libres. S'il a plu entre les deux sessions d'essais, la piste est sèche à son ouverture aux pilotes. Ils montent tous immédiatement en piste, sauf Jenson Button dont les mécaniciens travaillent au remplacement de sa boîte de vitesses et Heikki Kovalainen dont la monoplace est en cours de réparation après sa sortie de piste matinale,,,.
Jean-Éric Vergne établit le premier temps de référence en 1 min 21 s 108 mais est aussitôt battu par Kimi Räikkönen (1 min 20 s 489) et par Kamui Kobayashi (1 min 17 s 709). Räikkönen reprend la tête en 1 min 17 s 391 mais cède rapidement sa place à Nico Rosberg, qui améliore à deux reprises (1 min 16 s 738 et 1 min 16 s 290). Fernando Alonso tourne alors en 1 min 16 s 240 avant que Lewis Hamilton se hisse en haut du classement en améliorant à trois reprises (1 min 15 s 895, 1 min 15 s 662 et 1 min 15 s 439),,,.
Alors qu'il reste presque une heure et quart dans cette session, certains pilotes chaussent leurs pneus tendres et c'est ainsi que Lewis Hamilton améliore à nouveau sa performance en 1 min 15 s 259. Quelques instants plus tard, Bruno Senna sort de la piste dans la dernière chicane et écrase sa monoplace sur le célèbre muret Bienvenue au Québec. La séance est interrompue sur drapeau rouge pour permettre aux commissaires de dégager la monoplace et nettoyer la piste,,,.
À moins d'une demi-heure du terme, la piste est rouverte et, à vingt minutes de la fin de la session, Jenson Button peut enfin effectuer ses premiers tours de roues de l'après-midi. Personne ne parvient à battre le temps fixé par Lewis Hamilton avant la neutralisation de la session,,,.

### Troisième séance, le samedi de 10 h à 11 h

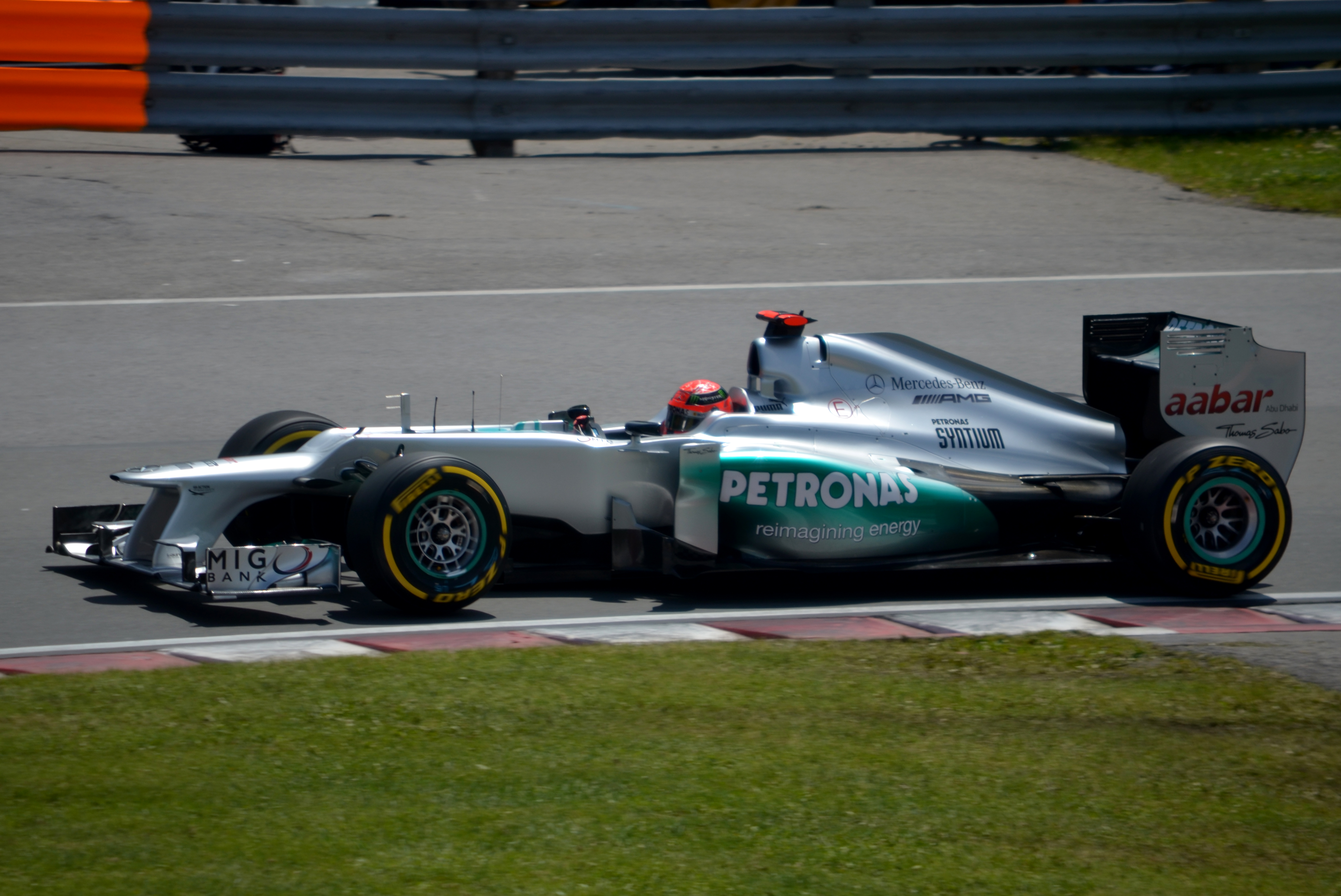
Michael Schumacher au Grand Prix du Canada.

| Pos. | Pilote           | Voiture          | Chrono         | Écart     |
| ---- | ---------------- | ---------------- | -------------- | --------- |
| 1    | Sebastian Vettel | Red Bull-Renault | 1 min 14 s 442 |           |
| 2    | Fernando Alonso  | Ferrari          | 1 min 14 s 448 | + 0 s 006 |
| 3    | Lewis Hamilton   | McLaren-Mercedes | 1 min 14 s 712 | + 0 s 270 |
| 4    | Mark Webber      | Red Bull-Renault | 1 min 14 s 724 | + 0 s 282 |
| 5    | Pastor Maldonado | Williams-Renault | 1 min 14 s 755 | + 0 s 313 |
| 6    | Felipe Massa     | Ferrari          | 1 min 14 s 767 | + 0 s 325 |

La température de l'air est de 23 °C et celle de la piste de 28 °C au départ de la troisième séance d'essais libres du Grand Prix du Canada. Contrairement aux séances précédentes, le ciel est dégagé et il aucun risque de pluie n'est envisagé. Les pilotes s'élancent immédiatement en piste pour boucler un premier tour d'installation durant lequel Nico Rosberg doit immobiliser sa monoplace en piste à la sortie du virage no 7, victime d'un problème de transmission,,,.
Après dix minutes, Kamui Kobayashi établit le premier tour chronométré en 1 min 17 s 376, puis améliore aussitôt sa performance en 1 min 17 s 223. Kimi Räikkönen se porte ensuite en tête en 1 min 17 s 150 mais cède rapidement sa place à Jenson Button qui tourne en 1 min 16 s 297. Kobayashi reprend temporairement son bien (1 min 16 s 104) mais est délogé par Button (1 min 15 s 833),,,.
Jean-Éric Vergne bloque ses roues au freinage dans le premier virage, sort légèrement de la piste et glisse sur l'herbe humide : il écrase sa monoplace contre un mur de pneus. Alors qu'il reste un peu moins de quarante minutes dans cette séance, Sebastian Vettel s'installe en tête en 1 min 15 s 440 et améliore immédiatement en 1 min 15 s 022, toujours chaussé de pneus durs. Quelques minutes plus tard, Fernando Alonso, également en pneus durs, prend la tête en 1 min 14 s 737 mais Lewis Hamilton, lui aussi en pneus durs, s'empare du meilleur temps en 1 min 14 s 712,,,.
En fin de séance, plusieurs pilotes choisissent de tourner en pneus tendres mais c'est encore en pneus durs que Vettel reprend la tête grâce à un tour bouclé en 1 min 14 s 711. Dans le dernier quart d'heure, Fernando Alonso chausse ses pneus tendres et signe le meilleur temps provisoire en 1 min 14 s 448. Vettel désormais en pneus tendres, réalise néanmoins le meilleur tour de la séance en 1 min 14 s 442,,,.

## Séance de qualifications

### Résultats des qualifications

#### Session Q1

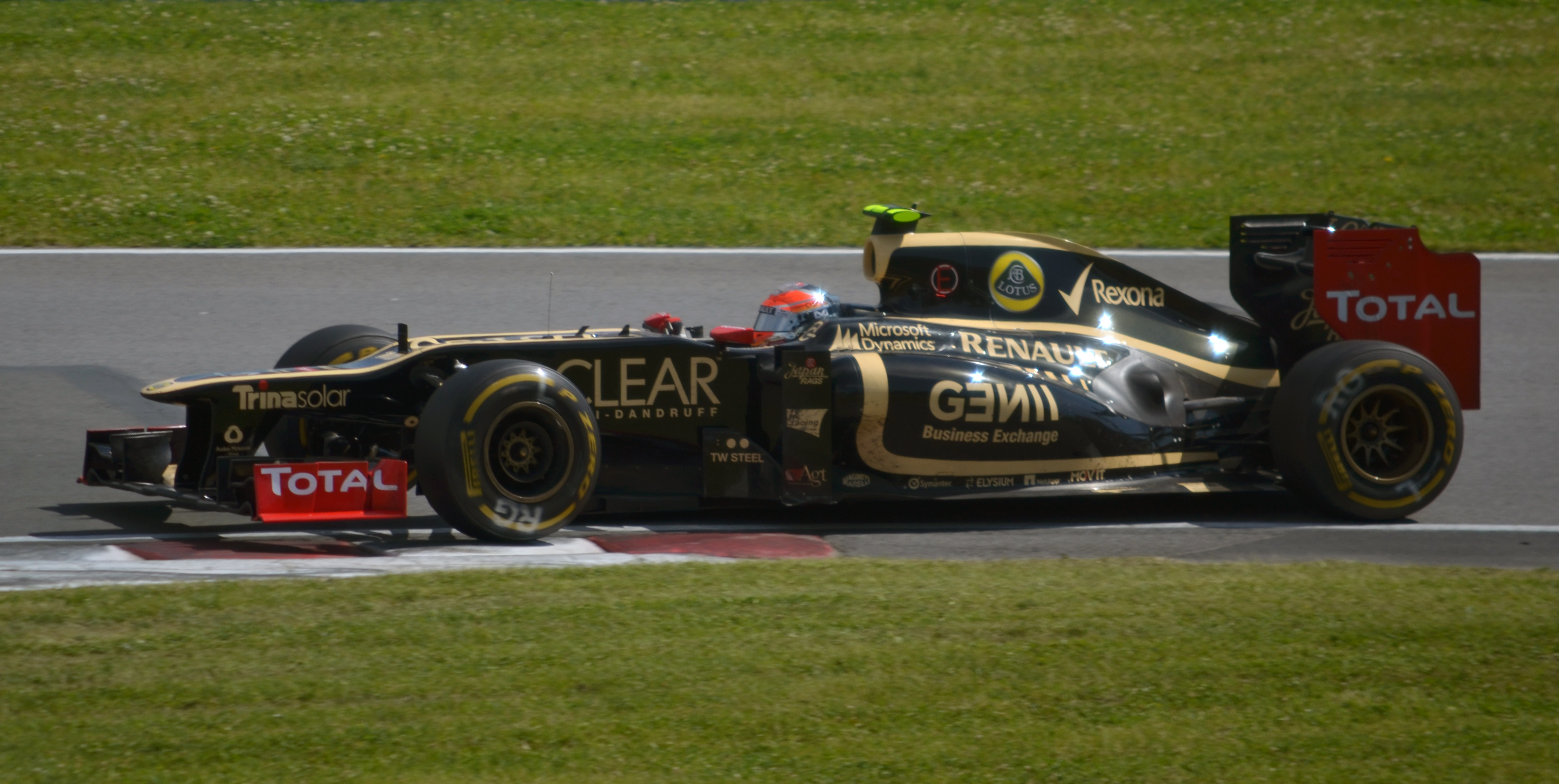
Romain Grosjean au Grand Prix du Canada.

La température ambiante est de 24 °C et la piste est à 40 °C au départ des qualifications du Grand Prix du Canada. Nico Rosberg, qui n'a pas tourné lors de la troisième séance d'essais libres, est le premier à s'élancer et établit le tour de référence en 1 min 18 s 763. Les autres pilotes prennent rapidement la piste et Paul di Resta améliore en 1 min 16 s 999,,.
Lewis Hamilton s'empare ensuite du meilleur temps en 1 min 16 s 232 mais est immédiatement devancé par les deux pilotes Sauber, Sergio Pérez tournant en 1 min 16 s 131 et Kamui Kobayashi en 1 min 15 s 906. Fernando Alonso se porte en tête avec un tour bouclé en 1 min 15 s 121 mais Nico Hülkenberg améliore en 1 min 15 s 106. Alonso repasse en tête en 1 min 14 s 916 lorsque Michael Schumacher réalise un temps de 1 min 14 s 892. Sebastian Vettel enchaîne une série de tours rapides et établit le meilleur temps à deux reprises : 1 min 14 s 743 puis 1 min 14 s 661,,.
Certains pilotes montent alors en piste avec leurs pneus tendres dans les dernières minutes de cette séance mais personne ne parvient à battre le temps établi par Vettel en pneus durs. Les sept pilotes éliminés sont Narain Karthikeyan, Pedro de la Rosa, Charles Pic, Timo Glock, Vitaly Petrov, Heikki Kovalainen et Jean-Éric Vergne,,.

#### Session Q2

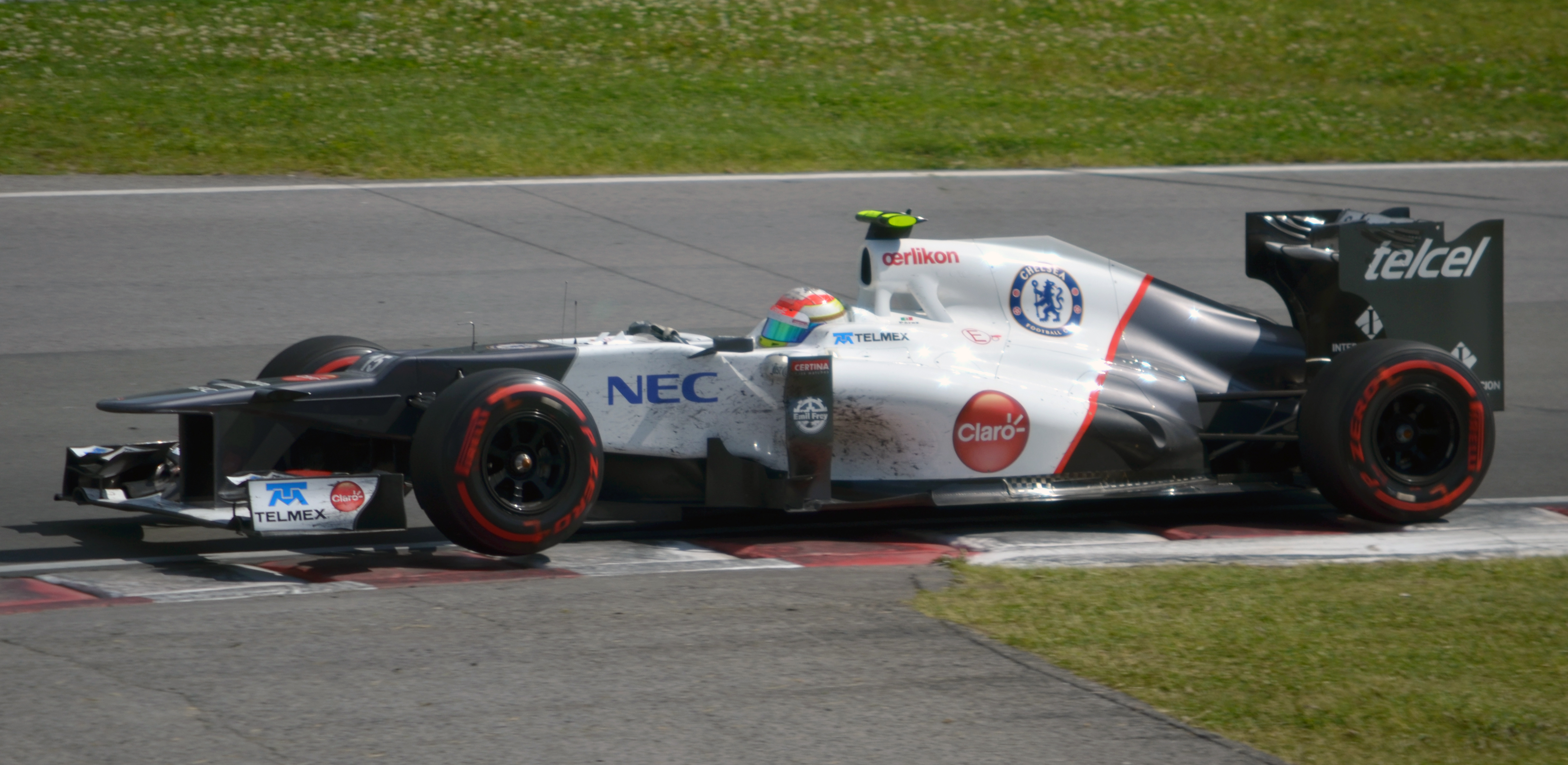
Sergio Pérez en pneus super-tendres au Grand Prix du Canada.

Les pilotes s'élancent en piste les uns après les autres, tous chaussés de pneus tendres. Daniel Ricciardo réalise le premier tour chronométré en 1 min 15 s 995 avant d’être battu par Kamui Kobayashi 1 min 15 s 454. Nico Rosberg améliore en 1 min 14 s 568 mais est rapidement devancé par Lewis Hamilton en 1 min 14 s 510 et Sebastian Vettel en 1 min 14 s 187,,.
Fernando Alonso fait une erreur lors de sa première tentative de tour lancé et doit rentrer au stand. Il reprend la piste à six minutes du terme et réalise le deuxième temps, derrière Vettel. Hormis les pilotes en tête de la séance que sont Vettel, Alonso, Hamilton, Mark Webber, Michael Schumacher et Rosberg, tous les autres reprennent la piste pour s'assurer une qualification pour la troisième séance. La lutte est âpre entre Felipe Massa, Nico Hülkenberg, Kimi Räikkönen, Kamui Kobayashi et Jenson Button qui s'assure la dernière place qualificative,,.
Pastor Maldonado, dans sa lutte à distance avec Button, commet une erreur de pilotage et touche le mur Bienvenue au Québec avec sa roue arrière droite. Il fait donc partie des pilotes éliminés aux côtés de Bruno Senna, Sergio Pérez, Ricciardo, Hülkenberg, Räikkönen et Kobayashi,,.

#### Session Q3
Tous les pilotes s'élancent dès l'ouverture de la piste sauf Paul di Resta et Mark Webber. Si l'Australien prend la piste un peu plus tard, di Resta ne réalisera qu'une seule tentative, à moins de trois minutes du terme de la session. Nico Rosberg réalise le premier tour chronométré en 1 min 14 s 664 mais est aussitôt battu par Felipe Massa (1 min 14 s 465) puis par Lewis Hamilton (1 min 14 s 439).
Sebastian Vettel prend ensuite l'avantage en 1 min 13 s 905. Tous les pilotes sont chaussés de pneus tendres, sauf Jenson Button qui veut prendre le départ du Grand Prix en pneus durs et, ainsi chaussé, ne peut rivaliser avec ses adversaires. Sebastian Vettel améliore finalement en 1 min 13 s 784 et réalise ainsi la trente-deuxième pole position de sa carrière,,,.

### Grille de départ
| Pos.                                                                                      | Pilote                  | Écurie               | Qualifications 1 | Qualifications 2 | Qualifications 3 |
| ----------------------------------------------------------------------------------------- | ----------------------- | -------------------- | ---------------- | ---------------- | ---------------- |
| 1                                                                                         | Sebastian Vettel SREC   | Red Bull-Renault     | 1 min 14 s 661   | 1 min 14 s 187   | 1 min 13 s 784   |
| 2                                                                                         | Lewis Hamilton SREC     | McLaren-Mercedes     | 1 min 14 s 891   | 1 min 14 s 371   | 1 min 14 s 087   |
| 3                                                                                         | Fernando Alonso SREC    | Ferrari              | 1 min 14 s 916   | 1 min 14 s 314   | 1 min 14 s 151   |
| 4                                                                                         | Mark Webber SREC        | Red Bull-Renault     | 1 min 14 s 956   | 1 min 14 s 479   | 1 min 14 s 346   |
| 5                                                                                         | Nico Rosberg SREC       | Mercedes             | 1 min 15 s 098   | 1 min 14 s 568   | 1 min 14 s 411   |
| 6                                                                                         | Felipe Massa SREC       | Ferrari              | 1 min 15 s 194   | 1 min 14 s 641   | 1 min 14 s 465   |
| 7                                                                                         | Romain Grosjean SREC    | Lotus-Renault        | 1 min 15 s 163   | 1 min 14 s 627   | 1 min 14 s 645   |
| 8                                                                                         | Paul di Resta SREC      | Force India-Mercedes | 1 min 15 s 019   | 1 min 14 s 639   | 1 min 14 s 705   |
| 9                                                                                         | Michael Schumacher SREC | Mercedes             | 1 min 14 s 892   | 1 min 14 s 480   | 1 min 14 s 812   |
| 10                                                                                        | Jenson Button SREC      | McLaren-Mercedes     | 1 min 14 s 799   | 1 min 14 s 680   | 1 min 15 s 182   |
| 11                                                                                        | Kamui Kobayashi SREC    | Sauber-Ferrari       | 1 min 15 s 101   | 1 min 14 s 688   |                  |
| 12                                                                                        | Kimi Räikkönen SREC     | Lotus-Renault        | 1 min 14 s 995   | 1 min 14 s 734   |                  |
| 13                                                                                        | Nico Hülkenberg SREC    | Force India-Mercedes | 1 min 15 s 107   | 1 min 14 s 748   |                  |
| 14                                                                                        | Daniel Ricciardo SREC   | Toro Rosso-Ferrari   | 1 min 15 s 552   | 1 min 15 s 078   |                  |
| 15                                                                                        | Sergio Pérez SREC       | Sauber-Ferrari       | 1 min 15 s 326   | 1 min 15 s 156   |                  |
| 16                                                                                        | Bruno Senna SREC        | Williams-Renault     | 1 min 14 s 995   | 1 min 15 s 170   |                  |
| 17                                                                                        | Pastor Maldonado SREC   | Williams-Renault     | 1 min 14 s 979   | 1 min 15 s 231   |                  |
| 18                                                                                        | Heikki Kovalainen SREC  | Caterham-Renault     | 1 min 16 s 263   |                  |                  |
| 19                                                                                        | Vitaly Petrov SREC      | Caterham-Renault     | 1 min 16 s 482   |                  |                  |
| 20                                                                                        | Jean-Éric Vergne SREC   | Toro Rosso-Ferrari   | 1 min 16 s 602   |                  |                  |
| 21                                                                                        | Pedro de la Rosa        | HRT-Cosworth         | 1 min 17 s 492   |                  |                  |
| 22                                                                                        | Timo Glock              | Marussia-Cosworth    | 1 min 17 s 901   |                  |                  |
| 23                                                                                        | Charles Pic             | Marussia-Cosworth    | 1 min 18 s 255   |                  |                  |
| 24                                                                                        | Narain Karthikeyan      | HRT-Cosworth         | 1 min 18 s 330   |                  |                  |
| Temps minimal à réaliser pour la qualification : 1 min 19 s 887 (107 % de 1 min 14 s 661) |                         |                      |                  |                  |                  |

- Pastor Maldonado, auteur du dix-septième temps des qualifications, est rétrogradé de cinq places sur la grille de départ à la suite d'un changement de boîte de vitesses avant la course. Il s'élance de la vingt-deuxième position sur la grille de départ.

## Course

### Déroulement de l'épreuve

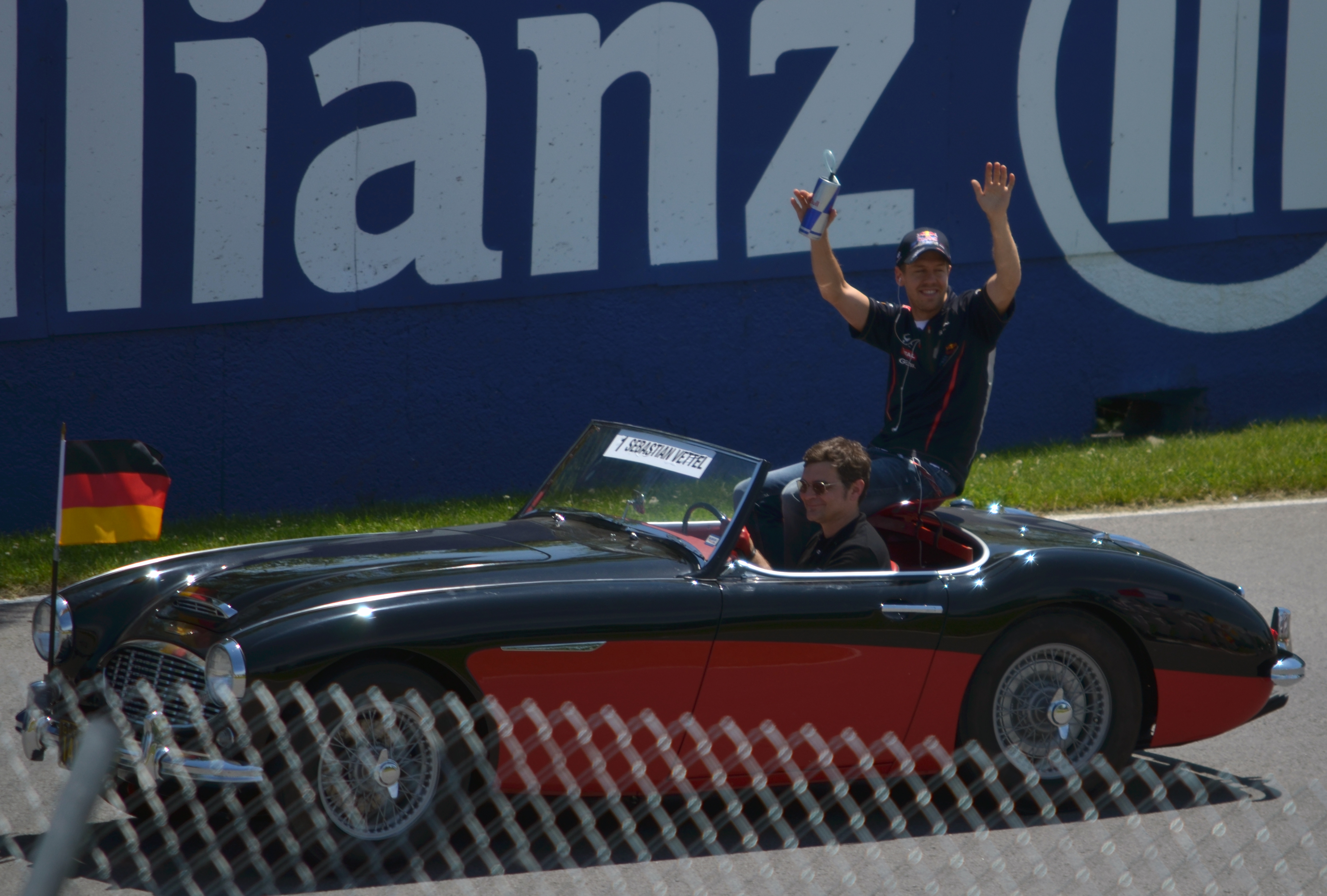
Sebastian Vettel lors de la parade des pilotes au Grand Prix du Canada.

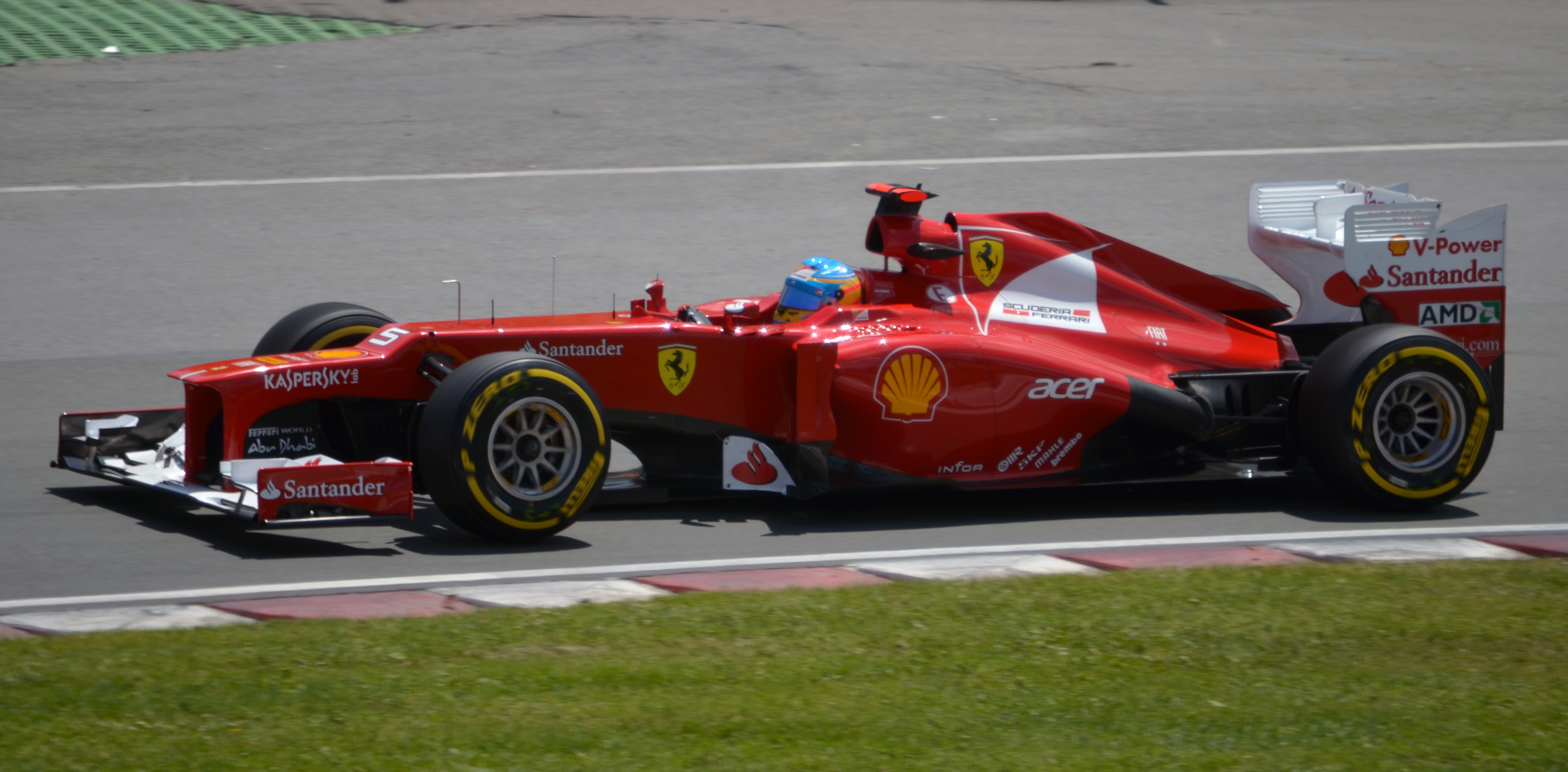
Fernando Alonso au Grand Prix du Canada.

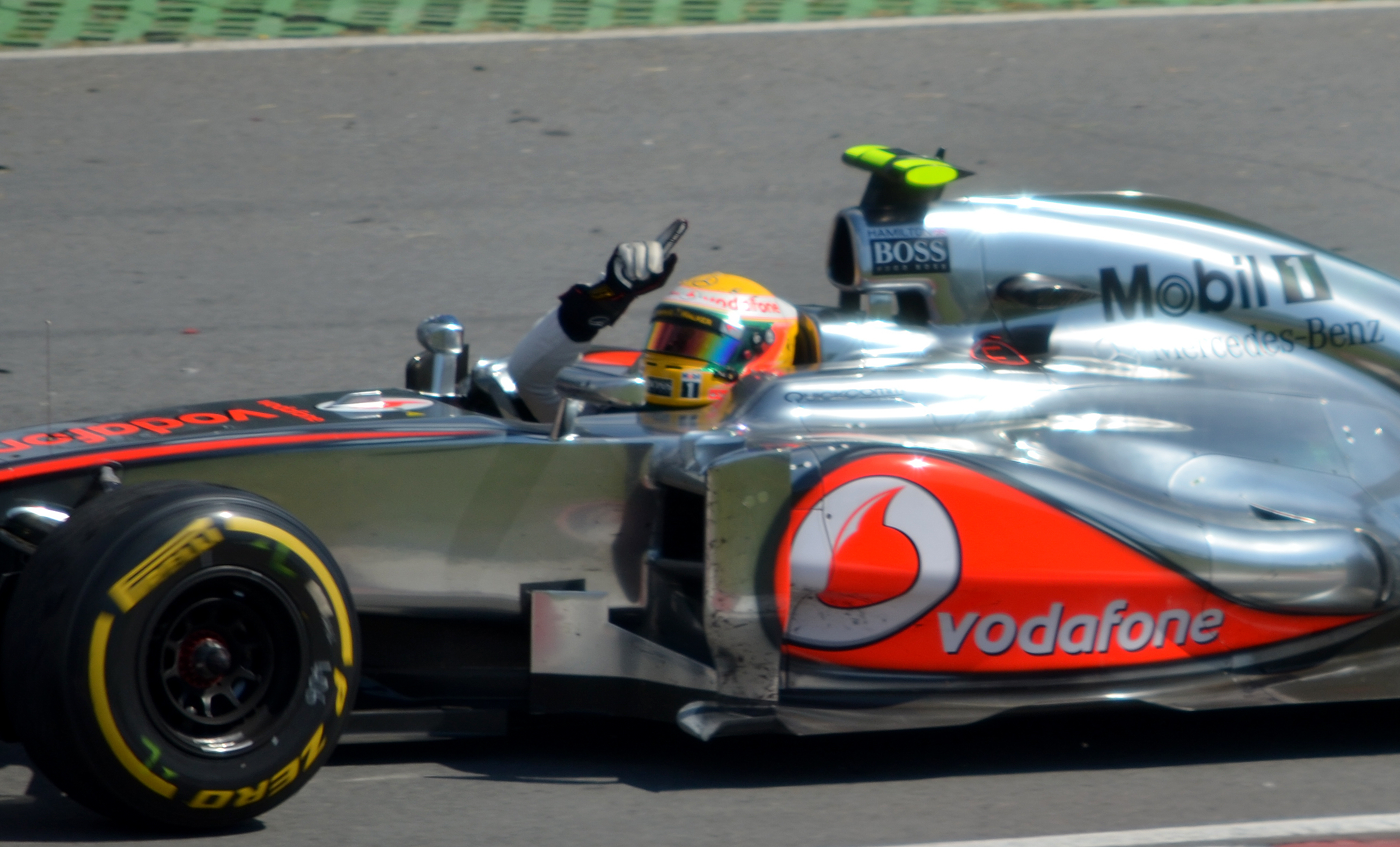
Lewis Hamilton célébrant sa victoire au Grand Prix du Canada.

La température ambiante est de 27 °C et la piste est à 45 °C au départ du Grand Prix du Canada. Parmi les dix premiers pilotes sur la grille, seul Jenson Button est en pneus durs. Cette stratégie est également suivie par Kimi Räikkönen, Nico Hülkenberg, Sergio Pérez et Pastor Maldonado. À l'extinction des feux, Sebastian Vettel prend un excellent départ depuis la pole position et vire en tête, suivi par Lewis Hamilton, Fernando Alonso, Mark Webber, Nico Rosberg, Felipe Massa, Paul di Resta, Romain Grosjean, Michael Schumacher, Button, Räikkönen et Kamui Kobayashi. Dès le deuxième tour, Massa dépasse Rosberg à la fin de la ligne droite et, au tour suivant, di Resta prend à son tour l'avantage sur Rosberg,,,.
Au cinquième passage, Vettel possède 2 secondes d'avance sur Hamilton, 3 s sur Alonso, 5 s sur Webber, 6 s sur Massa et 10 s sur di Resta. Quelques instants plus tard, Felipe Massa part en tête-à-queue et reprend la piste en douzième position. Ayant abîmé ses pneumatiques dans l'incident, il est le premier à rentrer au stand en changer au douzième tour. Di Resta et Schumacher font de même au tour suivant, Button au quinzième, Vettel et Jean-Éric Vergne au seizième, Hamilton, Webber, Daniel Ricciardo, Heikki Kovalainen au dix-septième, Vitaly Petrov au suivant, Alonso, Rosberg au dix-neuvième, Grosjean et Hülkenberg au vingt-et-unième tour. À l'issue de cette première vague d'arrêt aux stands, Fernando Alonso se retrouve en piste devant Vettel et Hamilton. Toutefois, Hamilton ne tarde pas à dépasser l'Espagnol pour mener la course devant Alonso et Vettel. Si Bruno Senna et Kamui Kobayashi ne changent de pneus qu'au vingt-troisième tour, Kimi Räikkönen et Sergio Pérez tentent un pari encore plus osé en continuant le plus loin possible avec leur premier train de pneus durs,,,.
Au vingt-neuvième passage, Hamilton possède 3 secondes d'avance sur Alonso et 5 secondes d'avance sur Vettel ; suivent Räikkönen, Pérez, Webber, Rosberg, Grosjean, Massa et di Resta. Button change une seconde fois de pneus au trente-troisième tour et reprend la piste en dix-septième position. Rosberg l'imite au trente-huitième tour quand Räikkönen et Pérez effectuent leur premier arrêt aux quarante et quarante et unième tours. Hülkenberg change ses pneus au tour suivant, Schumacher et Vergne au quarante-troisième et di Resta au suivant. Alors que, sur la piste, Nico Rosberg prend l'avantage sur Räikkönen et Pérez qui n'ont pas encore mis leurs pneumatiques en température, son coéquipier Schumacher doit abandonner car son aileron arrière mobile est bloqué en position ouverte, ce qui est illégal et rend sa voiture incontrôlable,,,.
Au quarante-septième tour, Hamilton possède 3 secondes d'avance sur Alonso, 7 s sur Vettel, 17 s sur Webber, 18 s sur Grosjean, 21 s sur Massa et 30 s sur Rosberg ; suivent Pérez, Räikkönen, Kobayashi, Ricciardo et di Resta. Hamilton s'arrête pour la dernière fois au cinquantième tour et Webber deux tours plus tard. Alonso et Vettel mènent désormais la course et peuvent tenter le pari de terminer l'épreuve sans passer une nouvelle fois par les stands. Au cinquante-sixième tour, Alonso devance Vettel de 3 secondes, Hamilton de 10 s, Grosjean de 14 s ; suivent Massa, Rosberg, Pérez, Webber, Räikkönen et Kobayashi. Hamilton, qui est chaussé de pneus frais contrairement aux deux leaders, leur reprend plus d'une seconde au tour. Massa et Ricciardo changent de pneus pour la dernière fois au cinquante-huitième tour. Hamilton fait la jonction avec Vettel au soixante et unième tour et le double au tour suivant pour se rapprocher d'Alonso,,,.
Vettel, en difficulté avec ses pneus, est contraint de revoir sa stratégie de course et rentre au stand pour changer de pneumatiques : il cède ainsi sa troisième place à Romain Grosjean. Hamilton dépasse Alonso dans le soixante-quatrième tour et mène désormais l'épreuve. Grosjean revient rapidement sur Alonso en difficulté avec ses pneus et le double deux tours plus tard. Sergio Pérez dépasse lui aussi Alonso à quelques encablures de l'arrivée puis Vettel, désormais en pneus frais, fait de même à un tour du but. Lewis Hamilton remporte sa première victoire de la saison et devient le septième vainqueur différent en sept Grands Prix. Romain Grosjean termine deuxième et Pérez complète le podium. Vettel, malgré une touchette contre le muret en fin de course, termine quatrième et devance Alonso, Rosberg, Webber, Räikkönen, Kobayashi et Massa,,,.

### Classement de la course
| Pos. | no | Pilote                  | Écurie               | Tours | Temps/Abandon                      | Grille | Points |
| ---- | -- | ----------------------- | -------------------- | ----- | ---------------------------------- | ------ | ------ |
| 1    | 4  | Lewis Hamilton SREC     | McLaren-Mercedes     | 70    | 1 h 32 min 29 s 586 (198,028 km/h) | 2      | 25     |
| 2    | 10 | Romain Grosjean SREC    | Lotus-Renault        | 70    | + 2 s 513                          | 7      | 18     |
| 3    | 15 | Sergio Pérez SREC       | Sauber-Ferrari       | 70    | + 5 s 260                          | 15     | 15     |
| 4    | 1  | Sebastian Vettel SREC   | Red Bull-Renault     | 70    | + 7 s 295                          | 1      | 12     |
| 5    | 5  | Fernando Alonso SREC    | Ferrari              | 70    | + 13 s 411                         | 3      | 10     |
| 6    | 8  | Nico Rosberg SREC       | Mercedes             | 70    | + 13 s 842                         | 5      | 8      |
| 7    | 2  | Mark Webber SREC        | Red Bull-Renault     | 70    | + 15 s 085                         | 4      | 6      |
| 8    | 9  | Kimi Räikkönen SREC     | Lotus-Renault        | 70    | + 15 s 567                         | 12     | 4      |
| 9    | 14 | Kamui Kobayashi SREC    | Sauber-Ferrari       | 70    | + 24 s 432                         | 11     | 2      |
| 10   | 6  | Felipe Massa SREC       | Ferrari              | 70    | + 25 s 272                         | 6      | 1      |
| 11   | 11 | Paul di Resta SREC      | Force India-Mercedes | 70    | + 37 s 693                         | 8      |        |
| 12   | 12 | Nico Hülkenberg SREC    | Force India-Mercedes | 70    | + 46 s 236                         | 13     |        |
| 13   | 18 | Pastor Maldonado SREC   | Williams-Renault     | 70    | + 47 s 052                         | 22     |        |
| 14   | 16 | Daniel Ricciardo SREC   | Toro Rosso-Ferrari   | 70    | + 1 min 04 s 475                   | 14     |        |
| 15   | 17 | Jean-Éric Vergne SREC   | Toro Rosso-Ferrari   | 69    | + 1 tour                           | 19     |        |
| 16   | 3  | Jenson Button SREC      | McLaren-Mercedes     | 69    | + 1 tour                           | 10     |        |
| 17   | 19 | Bruno Senna SREC        | Williams-Renault     | 69    | + 1 tour                           | 16     |        |
| 18   | 20 | Heikki Kovalainen SREC  | Caterham-Renault     | 69    | + 1 tour                           | 17     |        |
| 19   | 21 | Vitaly Petrov SREC      | Caterham-Renault     | 69    | + 1 tour                           | 18     |        |
| 20   | 25 | Charles Pic             | Marussia-Cosworth    | 69    | + 3 tours                          | 23     |        |
| Abd. | 24 | Timo Glock              | Marussia-Cosworth    | 56    | Freins                             | 21     |        |
| Abd. | 7  | Michael Schumacher SREC | Mercedes             | 43    | Aileron arrière mobile             | 9      |        |
| Abd. | 22 | Pedro de la Rosa        | HRT-Cosworth         | 24    | Freins                             | 20     |        |
| Abd. | 23 | Narain Karthikeyan      | HRT-Cosworth         | 22    | Freins                             | 24     |        |

### Pole position et record du tour
Sebastian Vettel décroche la trente-deuxième pole position de sa carrière, sa deuxième sur le circuit de Montréal et sa deuxième de la saison. Il signe le onzième meilleur tour en course de sa carrière, son premier sur ce tracé et son deuxième de la saison.
- Pole position :  Sebastian Vettel (Red Bull-Renault) en 1 min 13 s 784 (212,778 km/h)[45].
- Meilleur tour en course :  Sebastian Vettel (Red Bull-Renault) en 1 min 15 s 752 (207,250 km/h) au soixante-dixième tour[46].

### Tours en tête
Sebastian Vettel, parti en pole position, conserve la tête jusqu'à la première vague d'arrêts au stand. Fernando Alonso et Romain Grosjean héritent de la première place pendant quelques tours avant que Lewis Hamilton ne prenne l'avantage. Au contraire de ses rivaux, le pilote britannique choisit une stratégie à deux arrêts : il perd sa position au cinquantième tour mais profite de pneumatiques en meilleur état pour dépasser sur la piste Vettel puis Alonso et s'offrir sa première victoire de la saison.
- Sebastian Vettel : 15 tours (1-15)
- Lewis Hamilton : 37 tours (16 / 21-49 / 64-70)
- Fernando Alonso : 17 tours (17-19 / 50-63)
- Romain Grosjean : 1 tour (20)

## Classements généraux à l'issue de la course
| Pos. | Pilote             | Écurie               | Points |
| ---- | ------------------ | -------------------- | ------ |
| 1    | Lewis Hamilton     | McLaren-Mercedes     | 88     |
| 2    | Fernando Alonso    | Ferrari              | 86     |
| 3    | Sebastian Vettel   | Red Bull-Renault     | 85     |
| 4    | Mark Webber        | Red Bull-Renault     | 79     |
| 5    | Nico Rosberg       | Mercedes             | 67     |
| 6    | Kimi Räikkönen     | Lotus-Renault        | 55     |
| 7    | Romain Grosjean    | Lotus-Renault        | 53     |
| 8    | Jenson Button      | McLaren-Mercedes     | 45     |
| 9    | Sergio Pérez       | Sauber-Ferrari       | 37     |
| 10   | Pastor Maldonado   | Williams-Renault     | 29     |
| 11   | Paul di Resta      | Force India-Mercedes | 21     |
| 12   | Kamui Kobayashi    | Sauber-Ferrari       | 21     |
| 13   | Bruno Senna        | Williams-Renault     | 15     |
| 14   | Felipe Massa       | Ferrari              | 11     |
| 15   | Nico Hülkenberg    | Force India-Mercedes | 7      |
| 16   | Jean-Éric Vergne   | Toro Rosso-Ferrari   | 4      |
| 17   | Daniel Ricciardo   | Toro Rosso-Ferrari   | 2      |
| 18   | Michael Schumacher | Mercedes             | 2      |

| Pos. | Écurie               | Points |
| ---- | -------------------- | ------ |
| 1    | Red Bull-Renault     | 164    |
| 2    | McLaren-Mercedes     | 133    |
| 3    | Lotus-Renault        | 108    |
| 4    | Ferrari              | 97     |
| 5    | Mercedes             | 69     |
| 6    | Sauber-Ferrari       | 58     |
| 7    | Williams-Renault     | 44     |
| 8    | Force India-Mercedes | 28     |
| 9    | Toro Rosso-Ferrari   | 6      |

## Statistiques
Le Grand Prix du Canada 2012 représente :
- la 32e pole position de sa carrière pour Sebastian Vettel[50] ;
- la 18e victoire de sa carrière pour Lewis Hamilton[51] ;
- la 177e victoire pour McLaren en tant que constructeur[52] ;
- la 91e victoire pour Mercedes en tant que motoriste[53].

Au cours de ce Grand Prix :
- Lewis Hamilton passe la barre des 800 points inscrits en championnat du monde (811 points)[54].
- Pour la première fois depuis la création du championnat du monde en 1950, les sept premières courses sont remportées par sept pilotes différents[55].
- Martin Donnelly (13 Grands prix entre 1989 et 1990) est nommé assistant des commissaires de course.